# Georg August Beermann
Georg August Beermann (* 3. Dezember 1782 in Gittelde; † 8. Juli 1865 in Altenau/Harz) war ein Hütten- und Münzmeister im Harz.

## Leben
Georg August Beermann wurde am 3. Dezember 1782 in Gittelde am Harz geboren. 1816 war er Hüttenwächter der Silberhütte in Altenau und wurde 1819 Hüttenmeister. Als Hüttenreiter war er von 1835 bis 1857 tätig. 1837 bis 1849 war er auch Münzmeister der Münze in Clausthal. Zum 1. April 1859 wurde er pensioniert. Beermann hatte vier Kinder: die Söhne August Beermann, welcher Bergrat der Silberhütte war, und Hermann, welcher als Oberförster tätig war, sowie die Töchter Lina und Sophie.